# Hans-Joachim Hadasch
Hans-Joachim Hadasch (* 17. Juli 1922 in Breslau; † 13. Januar 1992 in Dietzenbach) war ein deutscher Politiker (FDP). Er war von 1950 bis 1954 Mitglied des Bayerischen Landtages.

## Leben
Hadasch besuchte das St. Mathias-Gymnasium in Breslau bis zur Untertertia und anschließend die Handelsschule. Er leistete 1940 Arbeitsdienst und 1941 Militärdienst, wo er am Russlandfeldzug teilnahm und in russische Gefangenschaft geriet. Im Herbst 1945 flüchtete er in den Amerikanischen Sektor von Berlin. Er baute sich eine Existenz auf und wurde politisch in der Liberal-Demokratischen Partei Deutschlands tätig, unter anderem als stellvertretender Landesvorsitzender des Jugendverbandes Junge Liberaldemokraten in Berlin. Im Jahr 1948 siedelte er aus persönlichen und politischen Gründen nach Augsburg über. Dort war er beruflich kaufmännischer Angestellter und Erster Vorsitzender der FDP.
Hadasch war vom 27. November 1950 bis zum 12. Dezember 1954 für den Wahlkreis Schwaben Mitglied des Bayerischen Landtages sowie des dortigen FDP-Fraktion. Im Landtag war er des Weiteren Mitglied des Polizeiausschusses, des Ausschusses für Eingaben und Beschwerden, des Ausschusses für Sicherheitsfragen, des Ausschusses für Sozialpolitische Angelegenheiten, sowie des Unterausschusses Landarbeiterfragen und stellvertretendes Mitglied des Gefängnisbeirates der Strafanstalt Augsburg.